# Eriocaulon adamesii
Eriocaulon adamesii là một loài thực vật có hoa trong họ Cỏ dùi trống. Loài này được Meikle mô tả khoa học đầu tiên năm 1948 publ. 1949.